# Жалайыры

Тамга Жалайыров

Жалайыры — род в составе казахов Старшего жуза. Потомки средневекового племени джалаир.

## Происхождение
Жалайыры в составе казахов — потомки средневековых джалаиров. В. В. Бартольд этноним джалаир относил к числу названий «родов первоначально монгольского происхождения». Как писал И. П. Петрушевский, с большой долей вероятности можно утверждать, что джалаиры XIII в. входили в число монголоязычных племён.
По свидетельству монгольского историка Санан-Сесена, «джалаиры происходят из многочисленной и сильной группы монголов, известных под именем Еке-монгол (великие монголы)». Термин Великие монголы (Йека-Монгал у Плано Карпини) применялся к племенам Трёхречья (истоков Онона, Керулена и Толы), где сформировалась дарлекино-нирунская общность во главе с борджигинами. Дарлекины и нируны представляли собой два ответвления коренных монголов, известных в литературе как хамаг-монголы. Собственно джалаиры принадлежали к дарлекинам.
По мнению историка Ю. А. Зуева, проанализировашего легенды джалаиров, записанных Рашид ад-Дином, первоначально джалаиры обитали в Каракоруме, гористой местности в верховьях Орхона, впадающего в Селенгу, где в VIII—IX вв. находились земли йаглакар-уйгуров, и происхождение джалаиров связывалось с историей уйгуров. K концу XII в. в состав джалаиров входило десять племён. Он приходит к выводу о том, что этническая номенклатура ранних джалаиров указывает на неоднородность их состава: наряду с явно тюркскими единицами в нём к XII в. существовали и осколки племён иного происхождения, по А. Ш. Кадырбаеву, скорее всего монголоязычного.
Русский востоковед и этнограф Н. А. Аристов на основе анализа родовых названий племени джалаир пришёл к заключению о его смешанном тюрко-монгольском происхождении. Он считал джалаиров очень древним племенем на том основании, что в него входят роды и подроды, многие из которых известны очень давно.

## Расселение
Расселялись в основном в Жетысу в предгорной зоне Жетысу Алатау, Алтынемеля и Малайсары; в междуречье Иле — Каратала, Прибалкашье и горах Аркарлы. Часть Жалайыры располагалась по левому берегу Иле до предгорий Иле Алатау и среднему течении Шу.

## Численность
По материалам статистики численность жалайыров на рубеже XIX—XX вв. составляла ок. 100—110 тыс. чел. По переписи 1899 года насчитывалось 17 тыс. семей. По сведениям М. Тынышпаева, их число достигало 130 тыс. чел. Согласно Темиргалиеву в 1911—1913 годах численность составляла 107 500 человек (2.2% от всех казахов). По оценке Ракишева современная численность жалайыров составляет 485 тысяч человек.

## Легенды
Устные генеалогические предания казахов, записанные Н. Аристовым со слов Диканбай батыра, возводят родословную племени к человеку по имени Жалайыр, который был потомком Жансакала. Жансакал и Аксакал происходят от Уйсина. В др. генеалогиях Жансакал и Жалайыр — это одно лицо, которое происходит от Майкы бия. Согласно шежире, настоящее имя Жалайыра — Кабылан.

## Разделение
Жалайыр подразделяются на 3 крупных родовых подразделения: сырманак, шуманак, бирманак (у Тынышпаева сиыршы). Уран — бахтиар, коблан, борибай. Тамга — III тарак (гребень).

| - Сырманак: 1. арыктыным, 2. Жаншегир, 3. байшегир, 4. балгалы, 5. кайшылы, 6. кушик; | - Шуманак: 1. андас, 2. мырза, 3. карашапан, 4. оракты, 5. акбуйым (арыкбуйым), 6. калпе, 7. сыпатай; | - Бирманак: 1. сиыршы (байбоген) — иногда относят к сырманак |

## История
Джалаиры, предки современных жалайыров, до вхождения в состав казахского народа занимали различные регионы Центральной Азии, главным образом Монголии. В начале XIII в. они вошли в состав Монгольской империи и их представители участвовали в завоевательных войнах Чингисхана. Наибольшую славу получил Мухали — «го-ван» (князь государства), командующий «Левого крыла» армии Чингисхана, который, по свидетельству Рашид ад-Дина, был «влиятельным эмиром и оказал похвальные услуги», он руководил завоеванием Северного Китая. После образования Монгольской империи джалаиры, по словам Мухамеджана Тынышпаева, были разделены на 4 группы: 1-я оставалась в Монголии и Китае; 2-я вошла в состав владений Джучи и, по преданиям, поселилась на востоке от среднем течения реки Шу (шуманак); 3-я, известная в истории под именем Джалаирской Орды, заняла земли в долинах Шыршыка (Чирчика) и Ангрена (сырманак); 4-я была передана во владения Хулагу, наместника монголов в Персии. Джалаирская Орда была разгромлена и рассеяна Тамерланом. Главную часть жалайыров составляют шуманаковцы, к которым в 1370 году присоединились беженцы из сырманаковцев (Джалаирской Орды).
Вторая группа (шуманак) в XIV—XV вв. входила в состав Ак-Орды и составляла ядро армии Урус-хана, В XV—XVII вв. жалайыры играли заметную роль в жизни Казахского ханства. Ярким представителем жалайыров в кон. XVI — нач. XVII в. был Кадыргали Косымулы, советник (караши) Ораз-Мухаммада, племянника казахского хана Тауекеля. Попав в русский плен, он написал известное историческое сочинение «Джами ат-таравих» (сокращённый вариант одноимённого труда Рашид ад-Дина), посвященное истории Дашт-и Кыпчака и Казахского ханства. В середине XVIII в. жалайыры заняли кочевья в Копальском уезде (Жетысу). Другие части, не вошедшие в состав казахов, участвовали в образовании узбекского, киргизского и каракалпакского народов.

## ДНК
Среди протестированных людей из рода жалайыр были взяты анализы ДНК в основном у представителей подрода Кайшылы, Андас и Акбуйым. Среди которых были выявлены доминирующими гаплогруппами среди подрода Кайшылы гаплогруппа N1a1a, среди подрода Андас гаплогруппа С2-ST(F3796), среди подрода Акбуйым гаплогруппа C2-ST(F3796). Остальные подрода на сегодняшний день протестированы единично, среди которых выявлены гаплогруппы C2-ST, N1a1a, О2, Е1, R1a, Q-M242, J2, H1, I1. В общем среди протестированных образцов картина выглядит следующим образом: гаплогруппа C2-M217 составляет 41 %, C2b1a2 — 2 %, C2c1a1a1 — 1 %, N1a1a — 22 %, G2а-P15 — 4 %.. Жалайыры в составе казахов, согласно исследованиям М. К. Жабагина, генетически наиболее близки хамниганам. Жабагин в своей работе включил жалайыров в кластер казахских родоплеменных групп, которые находят генетическую близость с популяциями бурят Эхирит-Булагатского района, различных групп монголов, каракалпаков, хамниган, хазарейцев и эвенков.